# Interstate 8
Az Interstate 8 autópálya (I-8) egy Arizona és Kalifornia államon áthaladó, nyugat-kelet irányú autópályája. 1964-ben készült el, San Diego városából, a Csendes-óceán partjától indul és az arizonai Casa Grandénél csatlakozik be az Interstate 10-be.

## Fontosabb kereszteződések más autóutakkal

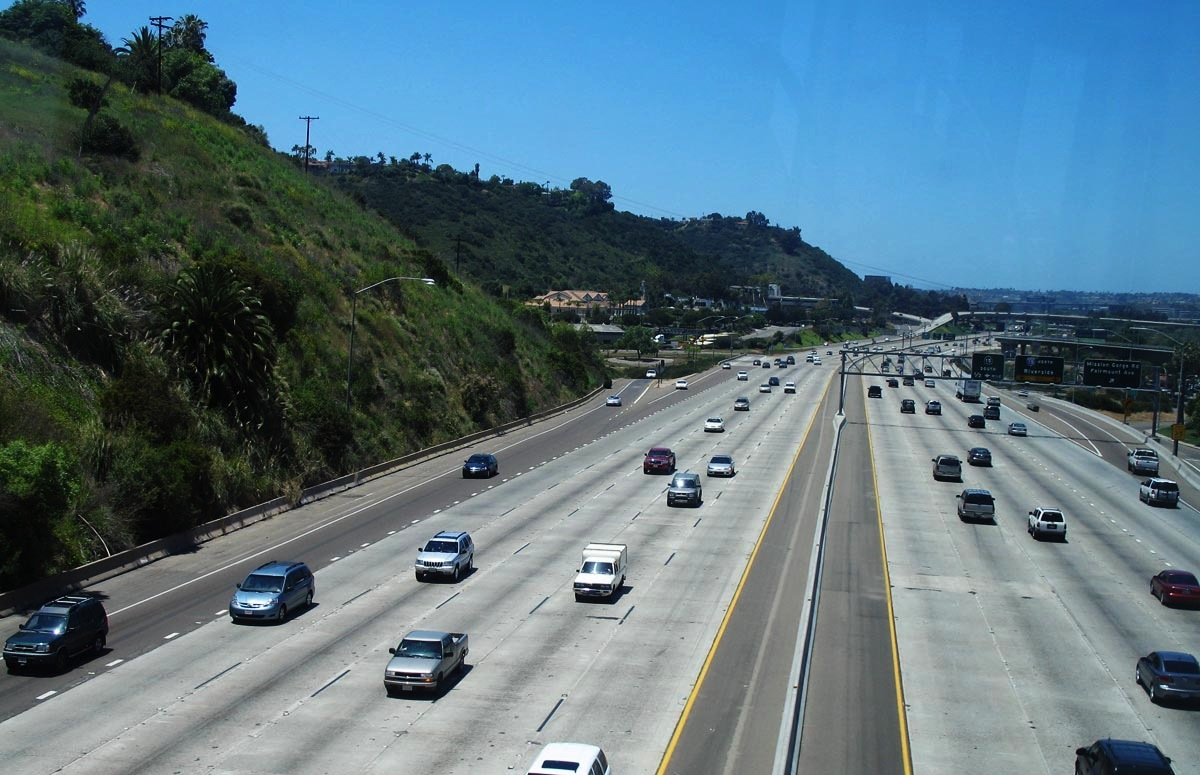
Az autópálya San Diegónál

- Interstate 5 - San Diego, Kalifornia
- Interstate 805 - San Diego, Kalifornia
- Interstate 15 - San Diego, Kalifornia
- Interstate 10 - Casa Grande, Arizona

## Külső hivatkozások
- Interstate 8 at California Highways
- Interstate 8 Archiválva 2012. február 21-i dátummal a Wayback Machine-ben at the Interstate Guide
- Interstate 8 in California and Arizona at AA Roads
- Old SR 209 and the Cabrillo National Monument at Floodgap Roadgap
- Interstate 8 Traffic Conditions at California Department of Transportation